# 1921年オーストラレーシアン選手権
1921年 オーストラレーシアン選手権（1921ねんオーストラレーシアンせんしゅけん、1921 Australasian Championships）に関する記事。オーストラリア・パースにある「ロイヤル・キングス・パーク・テニスクラブ」にて開催。1926年まで、大会名称は「オーストラレーシアン選手権」（Australasian Championships）という名前であった。「オーストラリア選手権」（Australian Championships）の名称になるのは、1927年以後である。

## 大会の特徴
- 全豪選手権の開催都市として、パースで開かれた最後の大会。最初期は1909年・1913年の2度パースで開催され、本大会は8年ぶり3度目であったが、女子競技の開始後はパースでの実施はなくなった。
- この年まで、全豪選手権の実施競技は男子シングルス・男子ダブルスの2部門のみであった。女子競技の3部門（女子シングルス・女子ダブルス・混合ダブルス）が増設されるのは、翌1922年からである。

## 大会経過
初期の全豪選手権のように、外国人出場者が少なかった時期は、地元オーストラリア人選手の国旗表示を省略する。

### 男子シングルス
準々決勝
- リス・ゲメル vs. トム・バーカー　6-0, 6-3, 6-0
- ロイ・トレロアー vs. ヘンビル　6-3, 6-2, 6-2
- マクドゥーガル vs. W・ヘイマン　2-6, 12-10, 6-2, 6-0
- アルフ・ヘデマン vs. ノーマン・ブリアリー　6-2, 6-1, 6-3

準決勝
- リス・ゲメル vs. ロイ・トレロアー　6-2, 6-1, 6-3
- アルフ・ヘデマン vs. マクドゥーガル　6-4, 3-6, 6-1, 6-2

## 決勝戦の結果
- 男子シングルス：リス・ゲメル vs. アルフ・ヘデマン　7-5, 6-1, 6-4
- 男子ダブルス：リス・ゲメル＆スタンレー・イートン vs. ノーマン・ブリアリー＆E・ストークス　7-5, 6-3, 6-3